# Linhas Aéreas Paulistas
Linhas Aéreas Paulistas – LAP foi uma companhia áerea brasileira fundada em 1943, que funcionou até 1951, quando foi comprada e incorporada ao Lóide Aéreo Nacional.

## História
Linhas Aéreas Paulistas – LAP S.A. foi fundada em 1943 mas a primeira reunião de acionistas só foi realizada em 9 de fevereiro de 1945. Em junho de 1945 a companhia recebeu a autorização para operar e em 1946 seus voos de São Paulo para Recife tiveram início, utilizado a rota da costa do Brasil. Posteriormente seus voos foram estendidos de Recife até Campina Grande, na Paraíba.
Em fevereiro de 1947 a LAP começou a operar também entre São Paulo-Congonhas e o Rio de Janeiro-Santos Dumont. Em 1948 os serviços foram extentidos até Fortaleza e Natal.  Em 1951 o Lóide Aéreo Nacional comprou e incorporou a companhia aérea.

## Frota
Frota da LAP
| Modelo                | Quantidade | Período   |
| --------------------- | ---------- | --------- |
| 14 Super Electra      | 1          | 1945-1947 |
| Douglas DC-3/C-47     | 5          | 1946-1951 |
| Curtiss C-46 Commando | 1          | 1951-1954 |

## Acidentes
Em 12 de Julho de 1951 um Douglas DC-3/C-47 de prefixo PP-LPG, operando um voo do Lóide Aéreo Nacional mas com registro da LAP, voando de Maceió para Aracaju, após abortar o pouso em condições adversas em Aracaju, arremeteu e iniciou uma manobra para direita em baixa altitude.  O avião caiu durante a manobra. Todos os 33 passageiros e tripulantes morreram, entre os mortos, o político Dix-Sept Rosado.